# Оскар Калікс
Оскар Калікс (ісп. Oscar Calics, нар. 18 листопада 1939, Буенос-Айрес) — аргентинський футболіст, що грав на позиції захисника.
Виступав, зокрема, за «Банфілд» та «Сан-Лоренсо», ставши з останнім чемпіоном Аргентини, а також національну збірну Аргентини, у складі якої був віце-чемпіоном Південної Америки та учасником чемпіонату світу.

## Клубна кар'єра
У дорослому футболі дебютував 1958 року виступами за команду «Банфілд», в якій провів вісім сезонів, взявши участь у 174 матчах чемпіонату. Більшість часу, проведеного у складі «Банфілда», був основним гравцем захисту команди. Перші п'ять років своєї кар'єри він грав з командою у другому аргентинському дивізіоні, перед тим як вийти до Прімери в 1963 році, де команда відразу закріпилась.
Згодом з 1966 по 1970 рік грав у складі «Сан-Лоренсо», з яким в 1968 році він став чемпіоном Аргентини.
У період з 1971 по 1973 рік він грав за «Атлетіко Насьйональ», стаючи з командою чемпіоном Колумбії в 1973 році.
Завершив ігрову кар'єру у команді «Ланус», за яку виступав протягом 1974 року у другому аргентинському дивізіоні.

## Виступи за збірну
Не провівши жодного матчу у складі національної збірної Аргентини, Калікс у її складі поїхав на чемпіонату світу 1966 року в Англії. Оскар був резервним гравцем і з'явився на полі лише в одному матчі — в останній грі групового етапу проти збірної Швейцарії. Калікс заміняв у цьому матчі Рафаеля Альбрехта, який у попередній грі проти Німеччини (0:0) отримав вилучення і тому був відсторонений від цього матчу. Тим не менш команда виграла 2:0, що дозволило Аргентині вперше за 36 років пройти у чвертьфінал.
Наступного року поїхав з командою на чемпіонат Південної Америки 1967 року в Уругваї, де разом з командою здобув «срібло». Всього протягом кар'єри у національній команді, яка тривала 2 роки, провів у її формі 6 матчів.

## Досягнення
Сан-Лоренсо
- Чемпіон Аргентини (1): Метрополітано 1968

«Атлетіко Насьйональ»
- чемпіон Колумбії (1): 1973

Аргентина
- Срібний призер Чемпіонату Південної Америки: 1967